# Georges Fonvilliers
Georges Fonvilliers (1921 -) é um escritor francês de literatura juvenil.

## Biografia
Entre 1944 e 1971 foi director de uma Escola de Ensino Primário e é dessa vivência com a juventude, mas também com as suas memória de vida que lhe surge a temática para as suas obras.

## Obras
- L'enfant, le soldat et la mer (O rapaz, o soldado e o mar) - 1964; ilustrações de Xavier Justh; ver. Foi editada em Portugal pela Editorial Aster com tradução de Tomaz de Lima e capa de Geraldes Sobreiro, na Colecção Nautilus - Aventura e ficção, n.º 18.
- Pif et l'enchanteur - 1969